# Pablo Herrera Allepuz
Pablo Herrera Allepuz (Castelló de la Plana, 29 de juny de 1982) és un jugador de voleibol platja en actiu.

## Trajectòria
Va començar la seva carrera l'any 2001. Des de llavors fins al 2004 competí fent parella amb el català Javier Bosma. Tots dos guanyaren la medalla d'argent als Jocs Olímpics d'Atenes. L'any següent va canviar de parella esportiva amb l'aragonès Raúl Mesa. Aquesta nova formació fou campiona d'Europa el mateix 2005, però no va aconseguir superar els vuitens de final als Jocs Olímpic de Pequín. Per a la temporada 2009, canvià novament de parella, aquesta vegada amb Adrián Gavira. En la seva primera temporada junts van aconseguir les millors xifres de la carrera d'herrera: 8 medalles, el 5è lloc en rànquing mundial i més de 80.000 dòlars (55.000 euros) en premis.
Pablo Herrera disputà a Paris 2024 els seus sisens Jocs Olímpics, aconseguint, amb la seua parella Adrián Gavira, diploma olímpic després de caure davant els noruecs Mol i Sorum.
Al descans hivernal entre temporades, Herrera sovint disputa alguns partits de voleibol en pavelló amb l'equip CV L'Illa-Grau.

## Palmarés

### World Tour
- Lianyungang (RP Xina) 2004 (amb Javier Bosma).
- Kristiansand (Noruega) 2008 (amb Raúl Mesa).
- Atenes (Grècia) 2004 (amb Javier Bosma).
- Marsella (França) 2009 (amb Adrian Gavira).
- La Haia (Països Baixos) 2009 (amb Adrian Gavira).
- Mysłowice (Polònia) 2010 (amb Adrian Gavira).
- Berlín (Alemanya) 2008 (amb Raúl Mesa).
- Gstaad (Suïssa) 2009 (amb Adrian Gavira).
- Stare Jablonki (Polònia) 2009 (amb Adrian Gavira).
- Sanya (RP Xina) 2009 (amb Adrian Gavira).
- Roma (Itàlia) 2010 (amb Adrian Gavira).
- Mysłowice (Polònia) 2012 (amb Adrian Gavira).

### Challenger & Satellite
- Porto Santo (Portugal) 2005 (amb Raúl Mesa).

### Confederació Europea
- Roseto degli Abruzzi (Itàlia) 2004 (amb Javier Bosma).
- Campionat Europeu Moscou 2005 (amb Raúl Mesa).
- Baden (Àustria) 2009 (amb Adrian Gavira).
- Blackpool (Regne Unit) 2009 (amb Adrian Gavira).
- Gran Canaria 2008 (amb Raúl Mesa).
- Sotxi (Rússia) 2009 (amb Adrian Gavira).